# کلیسای گیراگوس مقدس، دیاربکر
کلیسای گیراگوس مقدس (ارمنی: Սուրբ Կիրակոս եկեղեցի; انگلیسی: St. Giragos Armenian Church) یک کلیسا حواری ارمنی واقع در استان دیاربکر ترکیه کنونی می‌باشد. این بنا به سبک معماری ارمنی طراحی شده‌است.